# Kleidotoma dolichocera
Kleidotoma dolichocera är en stekelart som beskrevs av Thomson 1877. Kleidotoma dolichocera ingår i släktet Kleidotoma, och familjen glattsteklar. Arten är reproducerande i Sverige.